# Café frappé

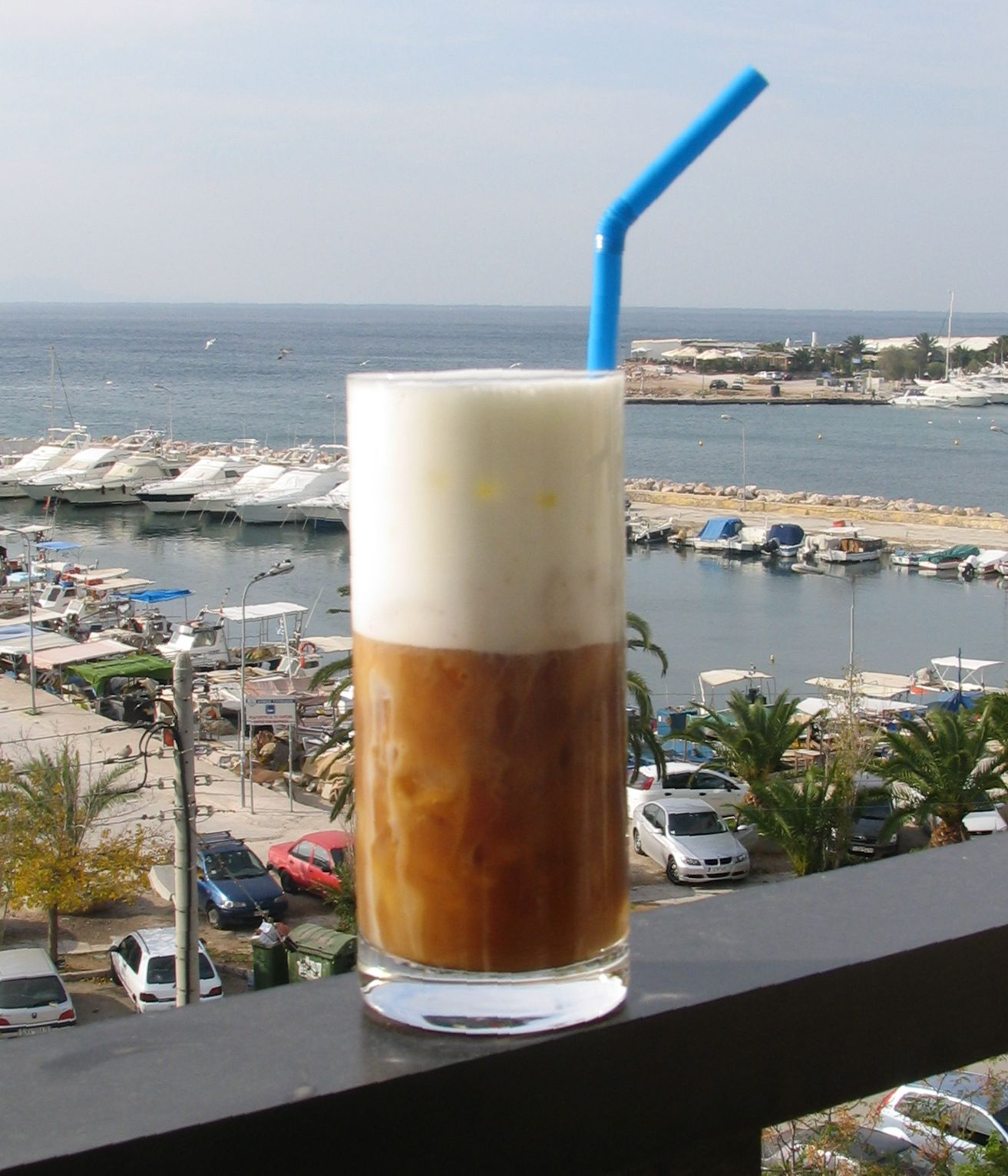
Café frappé

Café frappé ou café frapê (ou simples frappé ou frapê, em grego:  φραπές, frapés) é um café solúvel gelado com cubos de gelo e espumado num shaker ou liquidificador. É uma bebida de verão, popular principalmente na Grécia e no Chipre, mas é servido também – com variações – em outros lugares da Europa e também na Ásia.
- Wikilivros